# Lundtrav
Lundtrav (Arabis hirsuta) är en växtart i familjen korsblommiga växter. 